# 比爾·威斯坦霍佛
比爾·威斯坦霍佛（英語：Bill Westenhofer）是一名美國視覺效果總監。他在節奏特效工作室工作直到2013年。

## 早期生活和教育
威斯坦霍佛出生於康乃狄克州布魯克菲爾德，於1986年從布魯克菲爾德高中畢業。隨後，他於1990年獲得巴克內爾大學計算機科學與工程學系的理科學士學位。
他還於1995年在喬治華盛頓大學工程與應用科學學院獲得碩士學位，在那裡他研究了動力學在基於物理的動畫中的應用。

## 職業生涯
1994年，威斯坦霍佛加入節奏特效工作室擔任技術總監，他的燈光和特效動畫工作在和許多廣告中出現。他在中被提升為CG主管，並在、《精靈也瘋狂》和中繼續擔任此職務。他的其他視覺特效總監作品包括：《我很乖因為我要出國》、和《精靈總動員》。
2005年，威斯坦霍佛在《納尼亞傳奇：獅子·女巫·魔衣櫥》中監督一個由400名數位藝術家組成的團隊，該片獲得奧斯卡最佳視覺效果獎的提名。後來，他在2007年發行的和2012年發行的《少年Pi的奇幻漂流》中都獲得英國電影學院獎和奧斯卡獎。在奧斯卡頒獎典禮上，當威斯坦霍佛在演講中提到節奏特效工作室的財務問題時，麥克風突然被切斷，這引起了視覺效果行業的許多抗議。他本來要說的是：

「我在上面想說的是，在視覺效果電影主導票房的時候，視覺效果公司正在掙扎。」威斯坦霍佛告訴記者。「我想指出的是，我們不是技術人員。視覺效果不只是一種由人按下按鈕完成的商品。我們是藝術家，如果我們不找到一種方法來解決商業模式，我們就會開始失去藝術性。若非要說，《少年Pi的奇幻漂流》表明我們是藝術家而不僅僅是技術人員。」

威斯坦霍佛還擔任了2017年6月上映的的視覺特效總監。
他即將推出的作品是《黑亞當》，將於2022年10月上映。

## 外部連結
- 比爾·威斯坦霍佛在互联网电影资料库（IMDb）上的資料（英文）
- Bill Westenhofer at Rhythm and Hues (historic)
- Bill Westenhofer （页面存档备份，存于） at LinkedIn